# Lenguazaque (ort)
Lenguazaque är en ort i Colombia.   Den ligger i departementet Cundinamarca, i den centrala delen av landet, 90 km nordost om huvudstaden Bogotá. Lenguazaque ligger 2 577 meter över havet och antalet invånare är 2 555.
Terrängen runt Lenguazaque är huvudsakligen kuperad. Lenguazaque ligger nere i en dal. Runt Lenguazaque är det ganska tätbefolkat, med 93 invånare per kvadratkilometer. Närmaste större samhälle är Ubaté, 11,5 km väster om Lenguazaque. Trakten runt Lenguazaque består i huvudsak av gräsmarker.